# Матіас Ціммерман (футболіст, 1992)
Матіас Юрген Ціммерман (нім. Matthias Jürgen Zimmermann, нар. 16 червня 1992, Карлсруе, Німеччина) — німецький футболіст, фланговий захисник клубу «Фортуна» (Дюссельдорф).

## Ігрова кар'єра

### Клубна

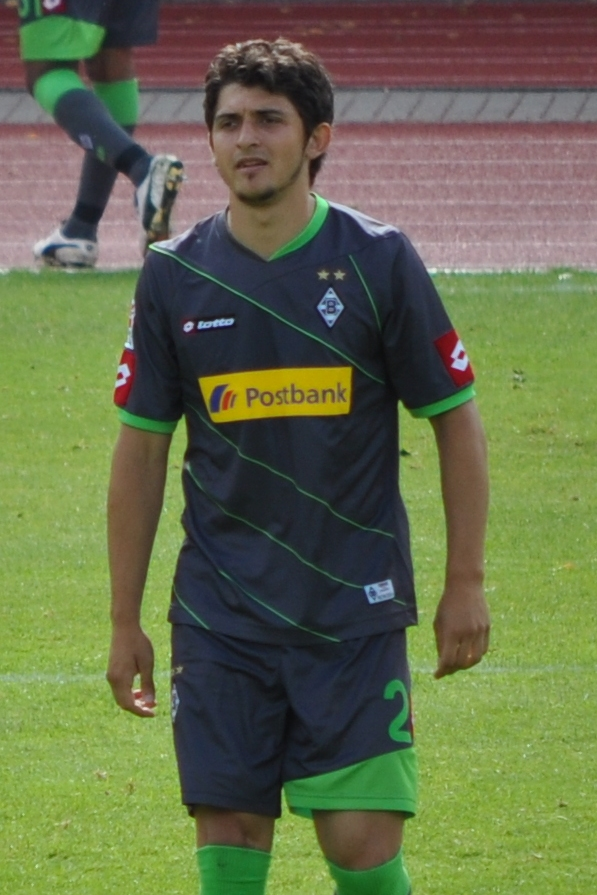
Ціммерман у складі «Боруссії» (Менхенгладбах)

Матіас Ціммерман народився у місті Карлсруе і є вихованцем місцевого клубу «Карлсруе», де починав виступати за молодіжну команду і у грудні 2009 року дебютував у першій команді у турнірі Другої Бундесліги. Перед сезоном 2011/12 Ціммерман перейшов до клубу Бундесліги «Боруссія» (Менхенгладбах). Але за чотири роки грав лише у другій команді у Регіональній лізі, зігравши за першу команду тільки одну гру. Не маючи змоги пробитися в основу «Боруссії», Ціммерман два сезони провів в ореді у клубах «Гройтер Фюрт» та «Зандгаузен».
Перед сезоном 2015/16 Ціммерман перейшов до клубу «Штутгарт». Першу гру в команді футболіст провів у травні 2016 року. Разом з командою за результатами першого сезону Ціммерман вилетів до Другої Бундесліги але вже наступного сезону повернувся до елітного дивізіону. У грудні 2017 року Ціммерман продовжив дію контракту з клубом до червня 2019 року.
Влітку 2018 року футболіст перейшов до «Фортуни» з Дюссельдорфа. За два роки, за результатами сезону 2019/20 Ціммерман у складі «Фортуни» вилетів до Другої Бундесліги. У серпні 2019 року футболіст підписав з клубом новий контракт до 2024 року.

### Збірна
З 2007 року Матіас Ціммерман захищав кольори юнацьких збірних Німеччини майже всіх вікових категорій.

## Приватне життя
Старщий брат Матіаса Крістіан Ціммерман (1987—2011) також займався футболом на аматорському рівні. Помер у лютому 2011 року після одного з товариських матчів.

## Титули і досягнення
- Чемпіон Європи (U-17): 2009